# 比希勒湖
47°40′34″N 12°07′19″E / 47.676187621267°N 12.122079544457°E

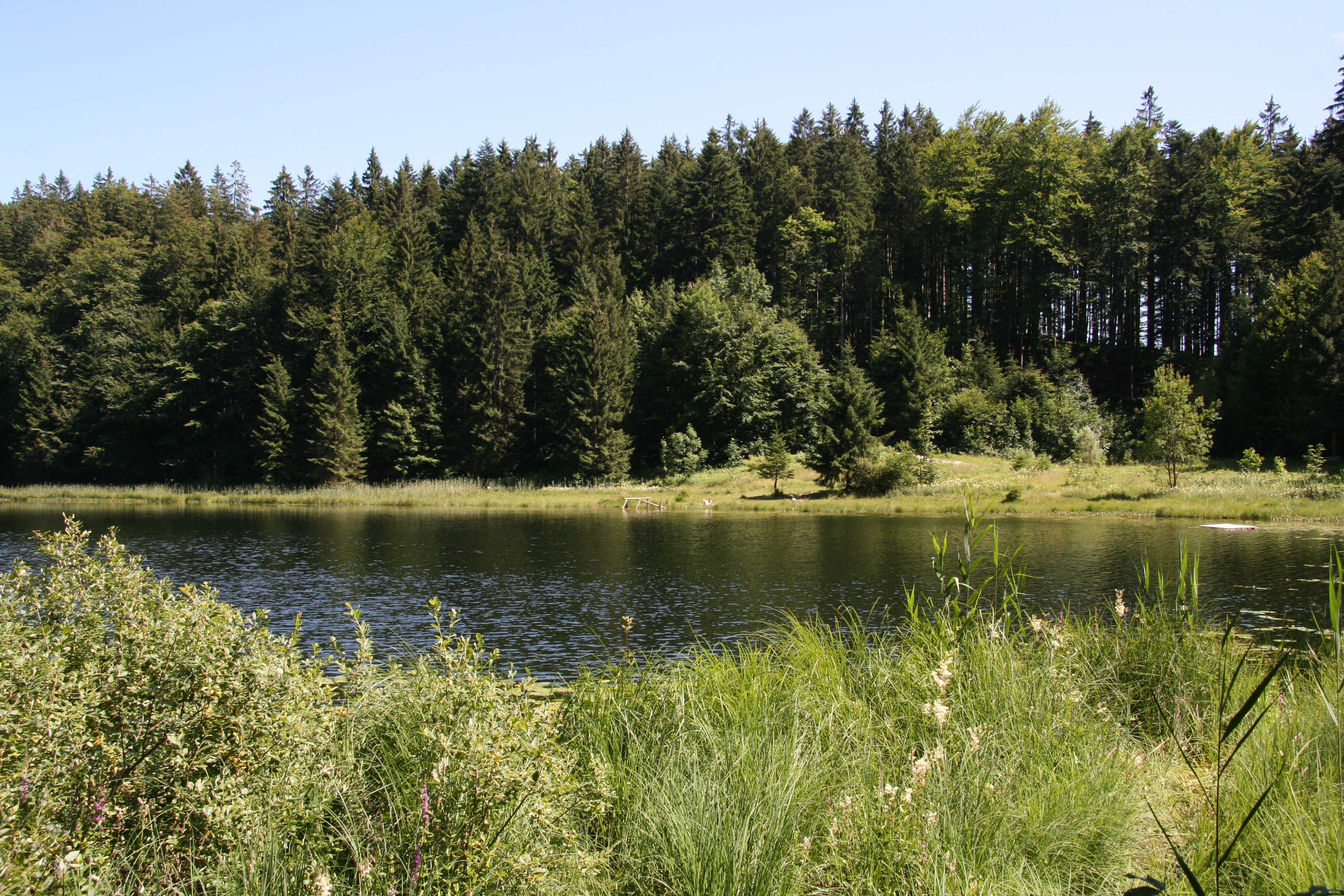

比希勒湖（德語：Bichlersee），是德國的湖泊，位於該國東南部，由巴伐利亞州負責管轄，處於上奧多夫附近，長0.2公里、寬0.1公里，面積0.01平方公里，海拔高度955米，湖岸線長度0.4公里。